# Верейковский сельсовет
Вере́йковский сельсове́т (бел. Вярэйкаўскі сельсавет) — административная единица на территории Волковысского района Гродненской области Белоруссии. Расположен в северо-западной части от районного центра на площади 6104 га. 
Административный центр сельсовета — агрогородок Верейки находится в 23 км от Волковыска, 79 км от Гродно, 17 км от ближайшей железнодорожной станции Волковыск.

## История
Верейковский сельский Совет образован в 12 октября 1940 года. В 2006 году Верейки преобразованы в агрогородок.
В 2013 году в состав сельсовета вошли 13 населённых пунктов упразднённого Реплевского сельсовета.

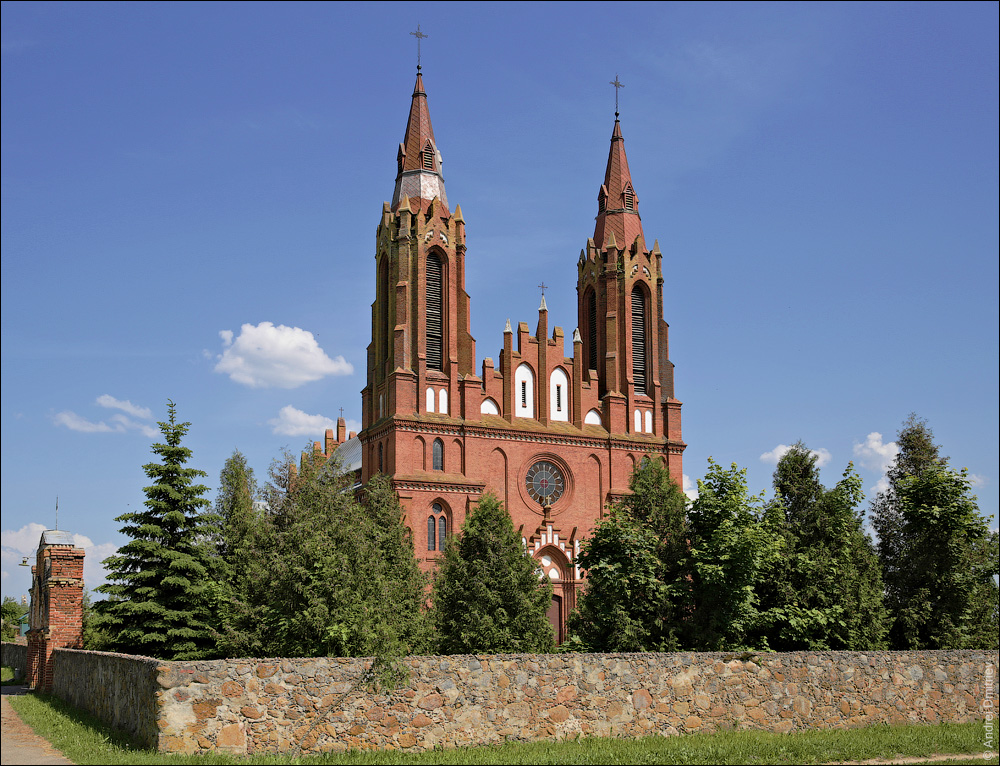
Католический храм Девы Марии в аг. Репля

В 2018 году были упразднены деревни Зборы и Яцково. 

## Состав
Верейковский сельсовет включает 29 населённых пунктов:
- Бурнево — деревня.
- Верейки — агрогородок.
- Ганосовцы — деревня.
- Грибовцы — деревня.
- Девятковцы — деревня.
- Духовляны — деревня.
- Ежевцы — деревня.
- Емельяново — деревня.
- Жарно — деревня.
- Залучаны — деревня.
- Злобовщина — деревня.
- Кувеки — деревня.
- Кузьмичи — деревня.
- Львовка — деревня.
- Мартьяновцы — деревня.
- Матейковщина — деревня.
- Мештуны — деревня.
- Мотьковцы — деревня.
- Никоновцы — деревня.
- Новики — деревня.
- Новосады — деревня.
- Новосёлки — деревня.
- Петрашевцы — деревня.
- Полошки — деревня.
- Почуйки — деревня.
- Репля — агрогородок.
- Седейки — деревня.
- Сугаки — деревня.
- Трумпы — деревня.

## Демография
В 2011 году на территории сельсовета имелось 707 домохозяйств. Население сельсовета составляло 1622 человека.

## Промышленность и сельское хозяйство
На территории сельсовета расположено районное сельскохозяйственное коммунальное унитарное предприятие «Волковысское».

## Социальная сфера
На территории сельсовета работает Верейковский сельский центр культуры и досуга на 250 мест, Верейковская сельская библиотека.
Учреждения образования представлены Верейковским центром развития ребёнка на 92 места, Верейковской средней общеобразовательной школой на 350 мест, Верейковской школой искусств.
Имеются Верейковская участковая больница на 25 мест, Верейковская амбулатория, Девятковский фельдшерско-акушерский пункт, Верейковская аптека.

## Памятные места
В аг. Верейки установлен памятник погибшим во время Великой Отечественной войны воинам-односельчанам и могила сержанта Петрова.

## Достопримечательность
- Католический храм Девы Марии (1830-е гг.) в аг. Верейки
- Католический храм Девы Марии в аг. Репля
- Часовня-усыпальница (XIX в.) в аг. Репля